# 中村哲 (計算機科学者)
中村 哲（なかむら さとし、1958年8月4日 - ）は、日本の計算機科学者。工学博士。奈良先端科学技術大学院大学情報科学研究科知能コミュニケーション研究室元教授。カールスルーエ大学Honorarprofessor。ATRフェロー (2007年)。現在香港中文大学（深セン）データサイエンス学部教授。
音声認識・合成技術、言語翻訳技術などの要素技術を進展させ、音声翻訳システムの実用化に貢献した。従来のルールベースからコーパスベースへの音声翻訳手法全体に渡るパラダイムシフト、これによる対象となる話題および翻訳対象言語対のポータビリティの実現、さらに雑音のある環境下でのハンズフリー音声認識を実現し、携帯電話で利用可能な日英、日中多言語音声翻訳システムの開発プロジェクトを主導した。

## 略歴
- 1981年 	京都工芸繊維大学工芸学部電子工学科卒
- 1981～1994年	シャープ株式会社　中央研究所および情報技術研究所
- 1986～1989年	ATR自動翻訳電話研究所に出向
- 1992年 	京都大学工学博士
- 1994～2000年	奈良先端科学技術大学院大学情報科学研究科助教授~
- 1996年 	米国ニュージャージー州立大学　CAIPセンター　滞在客員教授 (文部省在外研究員)
- 2000～2005年	(株)国際電気通信基礎技術研究所 (ATR) 音声言語コミュニケーション研究所　第一研究室　室長
- 2002年	         豊橋技術科学大学、立命館大学　客員教授
- 2003年～	ドイツカールスルーエ大学　Honorarprofessor
- 2005～2009年	(株)国際電気通信基礎技術研究所 (ATR) 音声言語コミュニケーション研究所　所長
- 2006～2010年	(独)情報通信研究機構 (NICT) 知識創成コミュニケーション研究センター　音声言語グループ　グループリーダ
- 2006～2009年	(独)NICT上席研究員
- 2007～2008年	(株)ATR取締役
- 2007～2009年	文部科学省　科学政策研究所　客員研究官
- 2007年～	けいはんな連携大学院大学　ユニバーサル対話エージェント講座招聘教授
- 2008年～	(独)NICT知識創成コミュニケーション研究センター　MASTARプロジェクト　プロジェクトリーダ
- 2009～2010年	(独)NICT知識創成コミュニケーション研究センター　副研究センター長
- 2010年～2011年	(独)NICTけいはんな研究所　所長、知識創成コミュニケーション研究センター　研究センター長
- 2011年～2024年	奈良先端科学技術大学院大学情報科学研究科　知能コミュニケーション講座　教授
- 2024年〜　香港中文大学（深セン）データサイエンス学部　プレジデント講座教授

## 受賞歴
- 1992年　粟屋学術奨励賞 (日本音響学会)
- 2001年　情報処理学会インタラクション2001ベストペーパ賞 (情報処理学会)
- 2007年　山下記念研究賞 (情報処理学会）
- 2007年　第22回テレコムシステム技術賞 (電気通信普及財団)
- 2007年　AAMT長尾賞 (アジア太平洋機械翻訳協会)
- 2007年　Eurographics 2007 The Animation Theatre Program Committee Award
- 2007年　ドコモモバイルサイエンス賞（モバイルコミュニケーションファンド）
- 2008年　日本音響学会　技術開発賞
- 2008年　平成19年度喜安記念業績賞 (情報処理学会)
- 2010年　平成22年度文部科学大臣表彰
- 2010年　近畿情報通信協議会会長表彰
- 2010年　人工知能学会　研究会優秀賞

## 主な著書
- 音声言語処理 -コーパスに基づく音声言語処理-, 森北出版, 1996 共著
- 音声・音情報のディジタル信号処理, 昭晃堂, 1997, 共著
- 音声による人間と機械の対話, オーム社, 1997,共著
- 電子情報通信術語ハンドブック, 電子情報通信学会, 1998, 分担執筆
- Spoken Language Processing, オーム社, 分担執筆
- Topics in Acoustic Echo and Noise Control, Springer, 2006, 分担執筆
- Incorporating Knowledge Sources into Statistical Speech Recognition, Springer, 2009, 共著
- imidas　日本の針路　世界の行方, 集英社, 2009, 分担執筆
- Computer Processing of Asian Spoken Languages, 2010, 分担執筆